# Вулих, Наталия Васильевна
Наталия Васильевна Вулих, Вулих-Морева (7 июля 1915, Вильна — 14 июля 2012, Ухта, Республика Коми) — антиковед, доктор филологических наук, переводчик, профессор.
Отец — Морев, Василий Иванович. Муж — Борис Захарович Вулих (1913—1978) — педагог, математик. Дочь Елена.
В 1938 г. окончила Ленинградский государственный педагогический университет, филологический факультет, отделение филологии. Аспирантура под научным руководством И. Тронского. Преподавала в средней школе, потом в Ленинградскому университете. Кандидатская диссертация на тему «Поэзия Катулла» (1946). Докторская диссертация на тему "«Мировоззрение и художественный стиль Овидия» (1979). В середине 1960-х гг. читала годичный курс истории русской литературы в Дижонском университете, была участницей конгресса в Констанце (Румыния), организованном в 1972 г. научным обществом «Овидианум», в 1960—1980-е гг. публиковалась в издательствах Парижа, Бухареста, Берлина, в 1990-е гг. выступала с докладами в университетах Майнца, Гейдельберга, Тюбингена. Вице-президент международного общества «Овидианум».
В 1979 году, после смерти мужа, переехала в Сыктывкар, работала в Сыктывкарском государственном университете. Два года спустя переехала в Ухту. С 1981 г. работала на кафедре иностранных языков Ухтинского индустриального института (технического госуниверситета). К 100-летию со дня рождения Н. В. Вулих на фасаде одного из корпусов Ухтинского государственного технического университета появилась мемориальная доска в её честь.
За годы работы в Ухте опубликовала 23 научные работы. В общей сложности за годы своей научной деятельности подготовила 120 публикаций: в том числе монографии «Овидий» и «Римский классицизм: творчество Вергилия, лирика Горация».
Обладательница награды «Ухтинец века» (2000).

## Книги
- Вулих Н. В., Чистякова Н. А. История античной литературы. — Ленинград, 1963. — 300 с. 2-е изд.2-е изд., переработанное и дополненное: М., Высшая школа, 1971.
- Ванеев А. Е., Вулих Н. В. Античность в творчестве И. А. Куратова: Доклад на заседании президиума Коми филиала АН СССР, 4 ноября 1986 г. — Сыктывкар: Коми филиал АН СССР, 1986. — 35 с.
- Вулих Н. В. Поэзия добра и света: лирика И. А. Куратова и некрасовская школа. — Сыктывкар, 1994.
- Вулих Н. В. Овидий. — М.: Молодая гвардия — ЖЗЛ; Соратник, 1996. — 191 с.
- Морева-Вулих Н. В. Римский классицизм: творчество Вергилия, лирика Горация. — СПб.: Академический проект, 2000. — 270 с.
- Морева-Вулих Н. В. Сада Древнего Рима. — СПб.: Академический проект, 2003. — 112 с.